# Sân bay Nevşehir Kapadokya
Sân bay Nevşehir Kapadokya (IATA: NAV, ICAO: LTAZ) là một sân bay ở thành phố Nevşehir, Thổ Nhĩ Kỳ. Sân bay này được khánh thành năm 1998, cách thành phố 30 km.
Nhà ga hành khách có diện tích 3.500 m² và có khu đỗ xe cho 400 xe hơi. Năm 2006, sân bay này thông qua 392 tấn hàng và 27.832 lượt khách.

## Các hãng hàng không và các tuyến điểm
- Turkish Airlines (Istanbul-Atatürk)